# Embryotransfer
Embryový transfer (embryotransfer) je lékařskou metodou asistované reprodukce, během které dochází k přenosu embrya tenkou kanylou přes děložní hrdlo do dělohy. Jedná se o jednu z posledních fází při oplodnění vajíčka spermií mimo tělo (odborně in vitro fertilizace, IVF).
Zákrok umožňuje mateřství ženám, kterým se nedaří početí nebo se chtějí vyhnout přenosu genetických poruch na svého potomka.

## Průběh indikace
Embryo se přenáší tenkou kanylou přes děložní hrdlo do dělohy ženy. Zákrok je krátký a u většiny žen se jedná o nebolestivý ambulantní výkon. Díky tomu žena může odejít po lékařském zásahu v podstatě ihned domů.
Komplikace mohou nastat v případě zúženého děložního hrdla, vývojové vady, po prodělaném zánětu nebo operaci. V takové situace se embryotransfer provádí v celkové anestezii. Jedná se ale pouze o přibližně 1 % případů.
Pravděpodobnost otěhotnění po transferu embrya se udává přibližně 57 %. Ve většině cyklů, kdy je vajíčko oplodněno spermií mimo tělo (IVF), se získává více perspektivních embryí.
Udává se tzv. kumulativní úspěšnost představující souhrnnou pravděpodobnost otěhotnění po přenosu všech embryí, které pocházejí z jednoho odběru vajíček.
Při embryotransferu úspěch metody silně ovlivňuje kvalita embrya, technika přenosu a také citlivost děložní sliznice.

### Čerstvé embryo nebo kryoembryo
Nejvhodnější stádium embrya pro přenos je 5. až 6. den od oplození vajíček spermiemi. Embryo je možné buď zavést do dělohy v tento den (tzv. čerstvý transfer) nebo ho zamrazit a zavést do dělohy až v dalším cyklu.
V tomto případě podstoupí embrya zmrazení pro pozdější využití a jsou rozmrazena těsně před transferem, který se nazývá kryoembryotransfer (KET).
V rámci kryocyklu jsou odborníci schopni dosáhnout lepší připravenosti děložní sliznici na přijetí embrya, než je tomu u čerstvého přenosu. Úspěšnost kryoembryotransferu bývá proto vyšší než u čerstvého transferu.
Kryoembryotransfer přináší vesměs pozitivní výsledky bez zvýšeného rizika vrozených nebo vývojových vad, a to i při použití vajíček pro intracytoplazmatickou spermiovou injekci (ICSI).
Při odložení transferu není během dalšího cyklu ženské tělo zatíženo hormonální stimulací, což přispívá k vyšší úspěšnosti zákroku. KET se stává jedinou možností při využívání preimplantačního vyšetření embryí (PGD).
Při použití metody KET hrozí menší riziko ovariálního hyperstimulačního syndromu, který je nepřiměřenou reakcí vaječníků na hormonální stimulaci ženy.

### Transfer více embryí
Transfer dvou nebo více embryí nezvyšuje pravděpodobnost otěhotnění ani podíl vícečetného těhotenství.
U transferu jednoho embrya může dojít k vícečetnému těhotenství pouze v případě jednovaječných dvojčat, která vzniknou samovolným rozdělením původně jednoho transferovaného embrya.
Dvojčata se rodí přibližně o 6-8 týdnů dříve, s čímž se váže jejich velice nízká porodní hmotnost a nedostatečné vyvinutí všech orgánů. Neexistuje prozatím však cesta, jak tomuto jevu předcházet.
Počet přenášených embryích závisí na věku pacientky a počtu předchozích pokusů.

## Historie zákroku
První transfer embrya proběhl ve zdravotnickém centru Harbor-UCLA pod vedením amerického doktora Johna E. Bustera působícího na Kalifornské univerzitě v Los Angeles (UCLA).
Přenos embrya byl zaznamenám k červnu roku 1983 a o několik měsíců později vedl k narození dítěte. Během této metody bylo přeneseno vyvíjející se embryo z jedné ženy na druhou, která o 38 týdnů později dítě porodila. Použité spermie pocházely od manžela rodičky.